# Thorne St Margaret
Thorne St Margaret – wieś w Anglii, w hrabstwie Somerset, w dystrykcie (unitary authority) Somerset. Leży 72 km na południowy zachód od miasta Bristol i 228 km na zachód od Londynu.